# Сан Никандро (Л'Аквила)
Сан Никандро (итал. San Nicandro) је насеље у Италији у округу Л'Аквила, региону Абруцо.
Према процени из 2011. у насељу је живело 86 становника. Насеље се налази на надморској висини од 851 м.